# Chiesa di Santa Maria dello Spasimo (Palermo)
La chiesa dello Spasimo si trova nel quartiere della Kalsa, una delle parti più antiche della città di Palermo.

## Storia

### Epoca spagnola

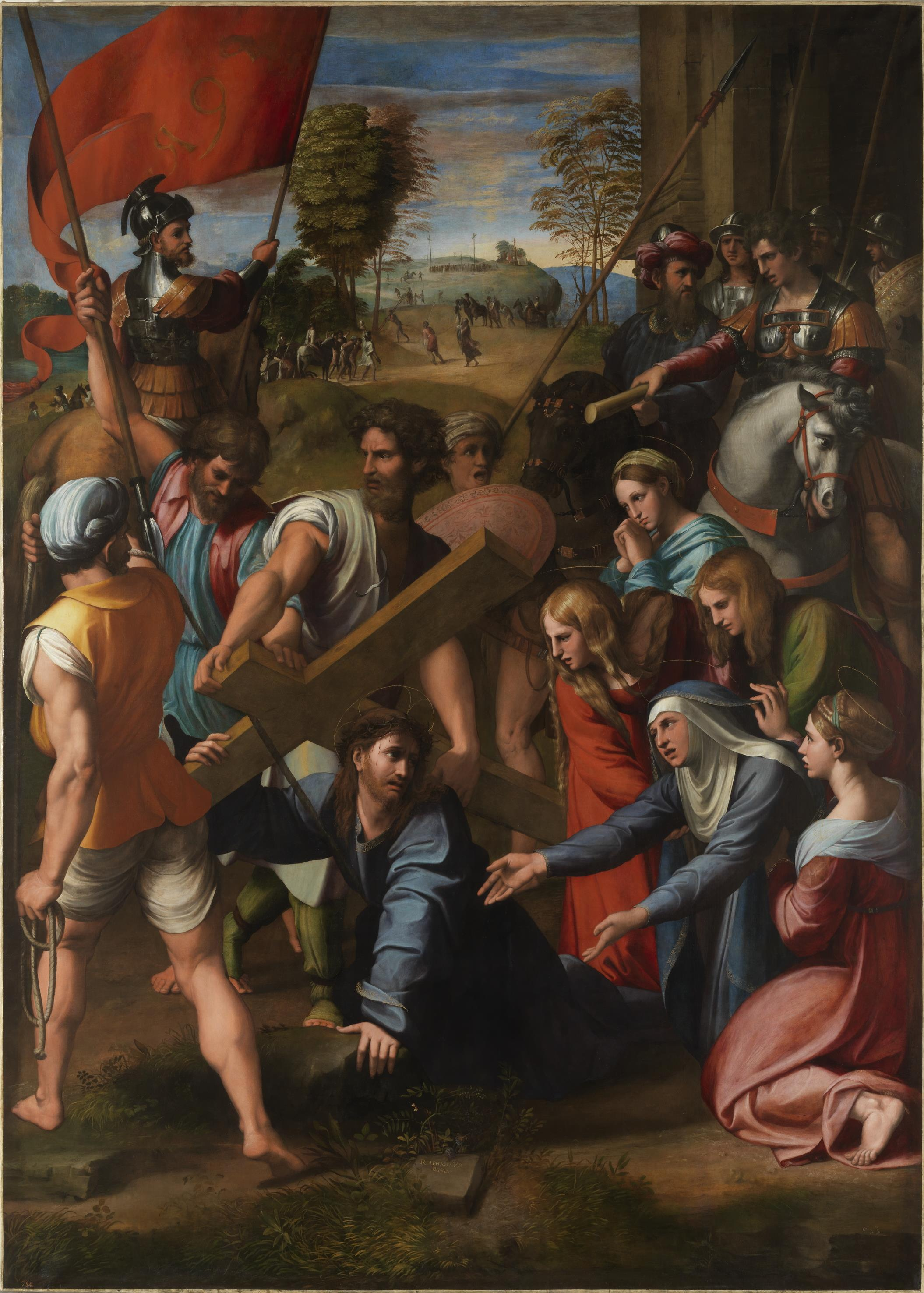
Lo Spasimo di Raffaello

Gli ultimi 10 anni dell'epoca aragonese, regnante Ferdinando II, sono contrassegnati dalla ricerca del bello e dall'esplosione della corrente artistica definita rinascimento siciliano. In questo fervido contesto si colloca la costruzione del tempio. Attorno al 1506 il giureconsulto palermitano Jacopo de Basilicò, promuove la costruzione dell'aggregato monumentale rispettando e ponendo in essere le volontà testamentarie della defunta consorte Eulalia Rosolmini, figura particolarmente devota al dolore (Spasimo) della "Madonna che soffre dinanzi al Cristo che cade sotto il peso della croce sulla via del Calvario", pertanto il mecenate donò del terreno ai religiosi benedettini della Congregazione di Santa Maria di Monte Oliveto per edificare una chiesa e un monastero, opere da lui patrocinate e finanziate.
I lavori iniziarono nel 1509, approvati con bolla pontificia di Papa Giulio II. Concluse le attività riguardanti l'edificazione della chiesa, rimasero incomplete quelle del monastero, causa insufficienza dei fondi. Un'altra ben più temibile difficoltà gravò sul proseguimento dei lavori, infatti sotto la crescente minaccia dell'invasione turca, le continue rappresaglie di bande marinare pirate e corsare, alcuni anni più tardi si rese necessario il consolidamento dei sistemi difensivi della città.
Nel 1518 l'imponente edificio, di grande importanza a quel tempo per l'intera comunità palermitana, sempre per volontà del promotore e patrocinatore, si era arricchito, tra gli altri, di un capolavoro d'inestimabile valore denominato Andata al Calvario e universalmente conosciuto come Spasimo di Sicilia, nome che influenzerà il titolo e la denominazione della chiesa. L'opera di Raffaello Sanzio raffigura appunto lo sgomento di Maria dinanzi al Cristo caduto sotto il peso della croce.
Il quadro, dopo il rocambolesco viaggio, è destinato ad abbellire l'altare maggiore per la Settimana Santa della Pasqua del 1517, espressamente commissionato per adornare la cappella gentilizia patrocinata dalla famiglia Basilicò, evento verificatosi dopo l'avvenuta scomparsa del committente. Nella sua collocazione il dipinto su tavola era incorniciato nella sopraelevazione di un altare marmoreo, finemente lavorato, opera dello scultore Antonello Gagini. Giorgio Vasari nelle sue cronache, riferendosi all'artista del marmo lo cita come Antonio da Carrara scultore rarissimo, e documenta il quadro dell'Urbinate come "... opera maravigliosa ..." e per le vicende "... cosa divina ...". Il capolavoro oggi è custodito al Museo del Prado di Madrid. Nella chiesa di San Francesco d'Assisi all'Immacolata di Catania ne esiste una buona copia, realizzata su tavola nel 1541 da Jacopo Vignerio. In tutta la Sicilia si contano almeno venti riproduzioni dello Spasimo, molte delle quali realizzate nel XVI secolo, altre in epoche successive.
Furono costruite nuove cinte murarie in aggiunta alla primitive torri medievali e, attorno alla chiesa, nel 1537 fu scavato un fossato presso il monastero al punto di includere i luoghi religiosi entro la cinta dei nuovi baluardi, mentre originariamente era posta al di fuori della cortina difensiva. I lavori fortemente voluti dall'imperatore Carlo V d'Asburgo, furono commissionati dal viceré di Sicilia Ferrante Gonzaga all'ingegnere militare Antonio Ferramolino nel 1536, e realizzati nei decenni successivi per essere continuati nel 1550 da Pedro de Pedro e completati nel 1572.
Nel 1541 fu concessa una cappella a Giacomo de Aversa e l'anno successivo è documentata la sepoltura del pittore Antonello Crescenzio.
Nel 1569, causa l'umidità e i crescenti vapori malsani, il Senato di Palermo acquistò il complesso, i monaci furono trasferiti nella chiesa di Santo Spirito dell'Ordine cistercense ricevendo a titolo di risarcimento la somma di 10 000 scudi, importo riconosciuto solo nel 1597, dopo l'intervento e l'emanazione della bolla pontificia di Papa Gregorio XII. Nel 1573 ha luogo il trasloco della congregazione, identica sorte seguiranno il dipinto e il monumentale aggregato marmoreo. Entrambi i capolavori saranno alloggiati nella Cappella del Santissimo Sacramento dopo l'iniziale ostensione del dipinto sull'altare maggiore della chiesa del Santo Spirito detta «del Vespro» in seguito al trasferimento processionale guidato dall'arcivescovo Giacomo Lomellino Del Canto.
Nel 1661 il quadro è ceduto a Filippo IV di Spagna (Filippo III di Sicilia) grazie alla complice intermediazione del viceré di Sicilia Ferdinando d'Ayala, conte d'Ayala, condotta con l'abate del monastero Clemente Staropoli, comunque un'operazione tacitamente dettata dal reciproco scambio di agevolazioni, di favori e interessi personali. L'originale fu sostituito con una copia, anche se l'intera vicenda ha scatenato e alimentato una fervida letteratura pur presentando molti lati oscuri.

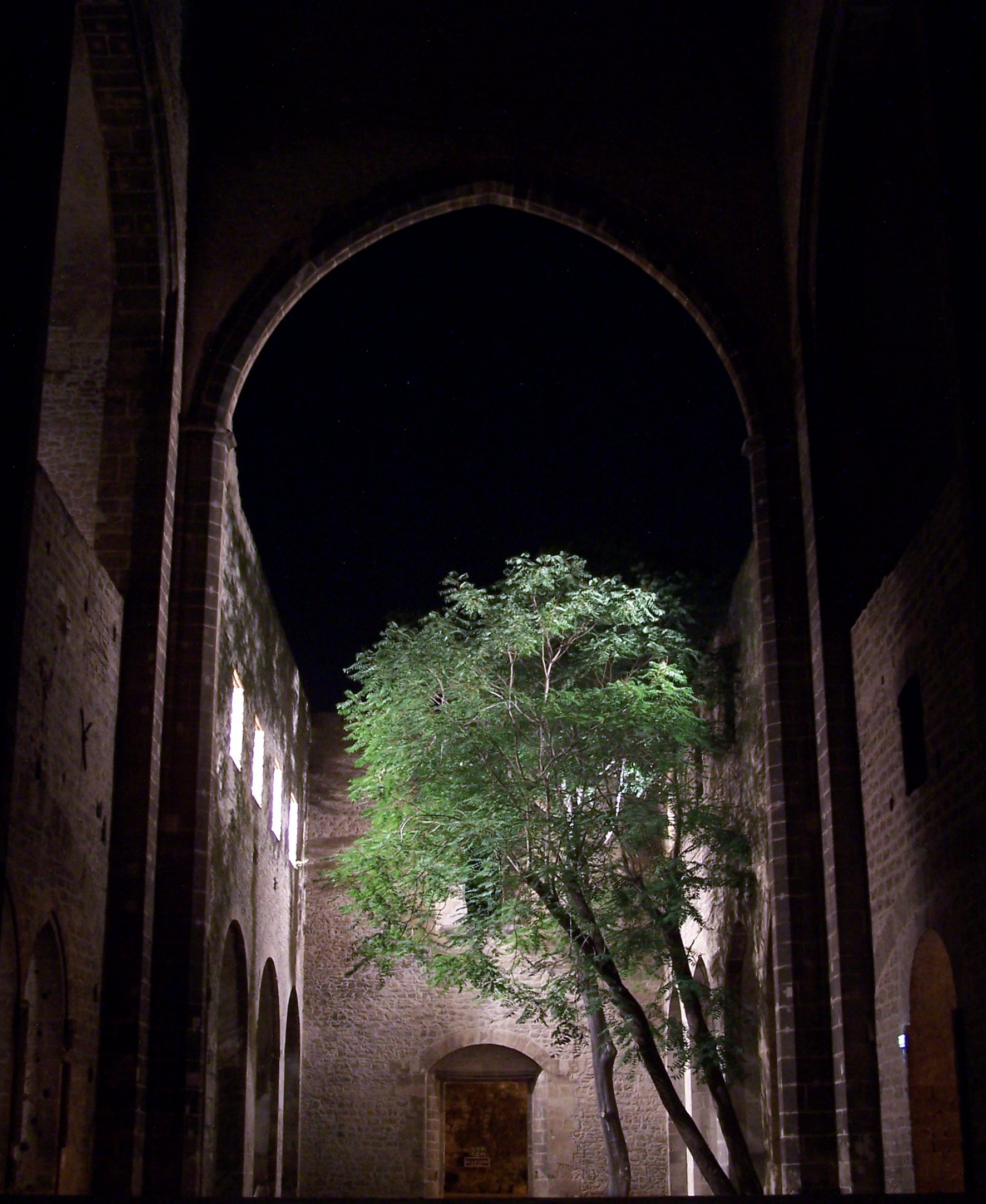
L'interno di notte

Nel 1582 la chiesa fu adibita a sede di spettacoli pubblici, una specie di primo esempio di "teatro stabile" in Italia, Marcantonio Colonna vi fece rappresentare l'Aminta di Torquato Tasso divenendo così il primo “teatro pubblico” della città; l'epidemia di peste del 1624 ne rese necessario l'utilizzo come lazzaretto per il ricovero degli ammalati. Terminata l'emergenza infettiva, gli ambienti furono adibiti a granaio e in seguito a magazzini. A metà del Settecento crollò la volta della navata centrale che non sarà mai più ricostruita.
Qualche anno dopo il viceré di Sicilia, Francìsco Ruiz de Castro Andrade y Portugal, conte di Castro, VIII conte di Lemos e duca di Taurisano, si prodigò per far concedere ai religiosi la bizantina chiesa di Santa Maria della Pinta, ma anche questo luogo di culto ubicato sul piano reale fu presto inserito nel quadro di demolizioni previste per l'innalzamento dei baluardi posti a protezione del Palazzo Reale.

### Epoca contemporanea
Una tela del pittore Giovan Battista Carini, custodita nella Civica Galleria d'arte moderna di Palermo, raffigura la chiesa dello Spasimo in una veduta del 1836: rimangono le volte in muratura, ma la copertura lignea della navata centrale è assente; il pavimento, sconnesso e devastato, è ricoperto dalle macerie dei muri crollati; il transetto è brutalmente serrato da un cancello di tavole di legno. Ovunque regna il silenzio e l'abbandono anche se, a sinistra, s'intravedono i profili di due personaggi che conversano. Della grande chiesa benedettina fondata nel 1509 nelle forme eleganti del tardo-gotico, rimane solo lo scheletro. Alluvioni, terremoti e i bombardamenti del secondo conflitto mondiale hanno fatto il resto.
Dal 1886 al 1985, la struttura fu trasformata in ospizio per i poveri e nosocomio: l'architettura venne in gran parte sconvolta per poterne ricavare gli ambienti dell'Ospedale Umberto I. Molti ambienti, corsie e camerate, affacciavano sullo spazio esterno costituito dai corpi del tempio. Una delle due cappellette cupolate fu demolita e l'altra fu trasformata in cappella dell'ospedale, che utilizzava come aula una delle navate laterali della chiesa, verosimilmente la sinistra con muro perimetrale in comune.
Nel secondo dopoguerra il sito fu ridotto in discarica, e solo nel 1985, grazie alla volontà dei cittadini e delle Pubbliche Amministrazioni, furono iniziati i lavori di recupero delle strutture fatiscenti. Chiuso l'ospedale, lo stato di abbandono provocò crolli e dissesti. Un primo intervento di restauro rese agibile il complesso monumentale. Inaugurato il 25 luglio 1995 con il concerto "Spasimo" di Giovanni Sollima, il teatro all'aperto ha ospitato negli anni spettacoli, mostre, concerti e varie manifestazioni culturali, in un contesto ambientale affascinante e suggestivo. Dal 1997 i locali dell'ex-ospedale ospitano gli uffici della Fondazione The Brass Group, il Museo del Jazz, la Scuola Popolare di Musica, il Ridotto, denominato anche Blue Brass e la Scuola Europea d'Orchestra Jazz.

## Cappella Basilicò - Altare dello «Spasimo di Sicilia»
Un ulteriore trasferimento vede i religiosi olivetani occupare le strutture della chiesa di San Giorgio in Kemonia (1745 - 1747), determinando di fatto, il completo abbandono dell'altare monumentale della chiesa del Santo Spirito detta «del Vespro». Nel 1782, assenti i gesuiti da Palermo, cacciati cinque anni prima in seguito alla soppressione della Compagnia di Gesù, l'altare è disassemblato per essere destinato alla chiesa di Santa Maria della Grotta al Cassaro del Collegio Massimo dei Gesuiti, ed essere ricomposto nella Cappella di San Luigi Gonzaga. L'altare privato dei sei tondi laterali, presentava al posto del dipinto di Raffaello, l'icona marmorea raffigurante l'Apoteosi di San Luigi Gonzaga, opera di Ignazio Marabitti e interventi di Giosuè Durante e Angelo Italia.
Il 13 dicembre 1888, ben quaranta anni prima che la chiesa del Collegio fosse spogliata di tutti i manufatti e arredi sacri nel 1928, il pregevole altare marmoreo fu trasferito al Museo Nazionale dell'Olivella, come risulta dai registri del museo, ed esposto al pubblico con l'icona di San Luigi Gonzaga nella Sala San Giorgio, oggi il prezioso altorilievo è collocato nella Cappella di San Luigi Gonzaga della chiesa di Casa Professa dei gesuiti. Quando intorno al 1950 il Museo nazionale divenne Museo Archeologico e le opere d'arte medievale e moderna furono trasferite nel restaurato Palazzo Abatellis, con il magnifico allestimento firmato da Carlo Scarpa, il manufatto gaginiano fu restituito ai gesuiti che lo sistemarono scomposto a Bagheria, nella sede della Compagnia di Gesù di villa San Cataldo dei principi Galletti, strutture adibite a noviziato e liceo per i giovani studenti gesuiti della provincia religiosa di Sicilia e successivamente a Seminario per le Missioni Estere.
Nel 1986 l'altare, dato ormai per disperso da tutti gli studiosi, fu ritrovato smembrato in seguito alle ricerche di Maria Antonietta Spadaro, che ne avviò il censimento dei frammenti, e nel 1997 tutte le parti ritrovate furono riportate allo Spasimo, con l'intento d'essere rimontato nella collocazione originaria. Nel 2004 fu definito il progetto per la struttura di supporto, nel marzo 2007 il comune annunziò il via libera ai lavori di restauro. Il riassemblaggio dell'altare è stato inaugurato il 9 luglio 2020 ed ospita una riporduzione del dipinto di Raffaello.

## Cappella Ansaloni
La Cappella di Santa Maria del Riposo (o Cappella Ansaloni) è opera di Antonello Gagini e bottega del 1528. Raccoglieva i monumenti funebri della cappella patrocinata da Scipione degli Ansaloni, barone di Castelluccio. Gli esecutori testamentari furono la madre Caterina Ansaloni e il fratello Francesco Ansaloni, barone di Pettineo.
Nonostante la morte repentina degli esecutori testamentari e le diatribe fra gli eredi, la complessa struttura è portata a termine secondo le volontà del committente. Il manufatto presentava la statua di Santa Maria del Riposo collocata in una custodia con rilievo dello Spirito Santo, dieci figure di patriarchi in atto di venerazione, gli stemmi di casa Ansaloni e Del Campo.
Il complesso apparato decorativo segue le sorti della Cappella Basilicò e dello Spasimo di Sicilia. Gran parte dei numerosi elementi con la custodia e la Santa Maria del Riposo sono trasferiti nella chiesa di Santo Spirito per essere riassemblati nell'abside minore di destra. Tra il 1745 e il 1747, con l'ulteriore trasferimento della comunità, è realizzata una copia del simulacro da collocare nella chiesa di San Giorgio in Kemonia, mentre l'originale è trasferito nella Galleria regionale della Sicilia di Palazzo Abatellis.

## Monastero dei Padri Olivetani
- Congregazione Olivetana

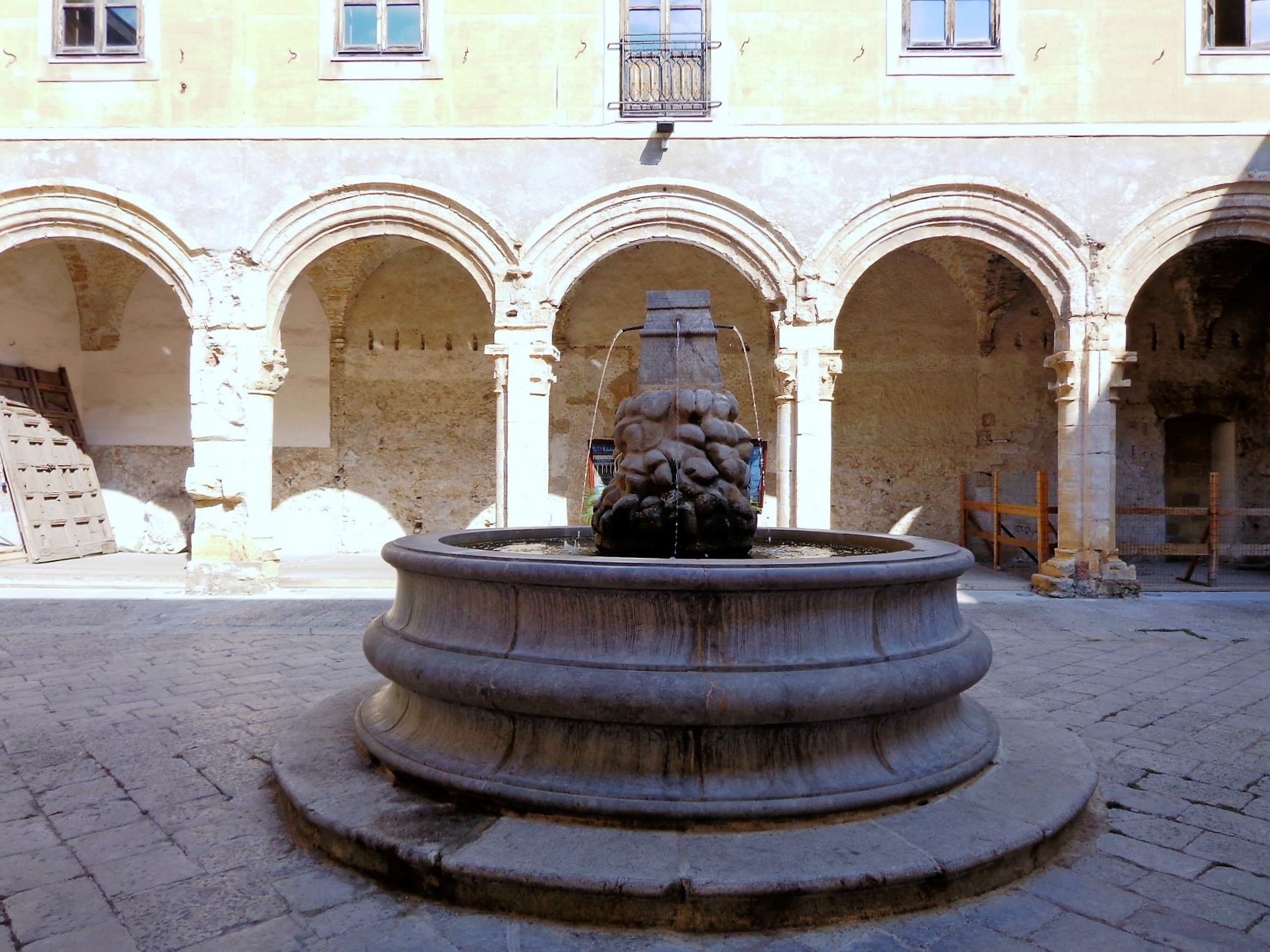
Fontana chiostro

- 1624, Durante la peste di Palermo il complesso monastico fu convertito in lazzaretto.

Trasformato in deposito per cereali, in seguito in rifugio per reietti, nel 1855 in ospedale per ammalati di sifilide e malattie veneree, dal 1888 al 1986 è adibito a ospedale geriatrico intitolato al principe «Umberto I di Savoia».